# Space Man
A Space Man (magyarul: Űrhajós) Sam Ryder brit énekes dala, mellyel az Egyesült Királyságot képviselte a 2022-es Eurovíziós Dalfesztiválon Torinóban. A dal belső kiválasztás során nyerte el a dalversenyen való indulás jogát.

## Eurovíziós Dalfesztivál
2022. március 10-én vált hivatalossá, hogy a brit közszolgálati műsorsugárzó (BBC) az énekes alábbi dalát választotta ki, hogy képviselje az országot a következő Eurovíziós Dalfesztiválon. A dal videóklipje ugyanezen a napon, míg a dal hivatalos február 22-én jelent meg.
A dalfesztivál előtt a Bulgáriában, Szerbiában, San Marinóban, Londonban, Amszterdamban és Madridban eurovíziós rendezvényeken népszerűsítette versenydalát.
Mivel az Egyesült Királyság tagja az automatikusan döntős „Öt Nagy” országának, ezért a dal az Eurovíziós Dalfesztiválon először a május 14-én rendezett döntőben versenyez, de előtte a második elődöntő zsűris főpróbáján adták elő. Fellépési sorrendben huszonkettedikként lépett fel, at Ausztráliát képviselő Sheldon Riley Not the Same című dala után és a Lengyelországot képviselő Ochman River című dala előtt. A szavazás során a zsűri szavazást megnyerte 283 ponttal (Ausztriától, Azerbajdzsántól, Belgiumtól Csehországtól, Franciaországtól, Grúziától, Németországtól és Ukrajnától maximális pontot kapott), míg a nézői szavazáson összesítésben ötödik helyen végzett 183 ponttal (Máltától maximális pontot kaptak), így összesítésben 466 ponttal a verseny második helyezettje lett. 2009 óta először végeztek a legjobb ötben és 2002 óta a legjobb háromban.

### Kapott pontok
| Szavazat | Össz | Szavazó országok | Szavazó országok | Szavazó országok | Szavazó országok | Szavazó országok | Szavazó országok | Szavazó országok | Szavazó országok | Szavazó országok | Szavazó országok | Szavazó országok | Szavazó országok | Szavazó országok | Szavazó országok | Szavazó országok | Szavazó országok | Szavazó országok | Szavazó országok | Szavazó országok | Szavazó országok | Szavazó országok | Szavazó országok | Szavazó országok | Szavazó országok | Szavazó országok | Szavazó országok | Szavazó országok | Szavazó országok | Szavazó országok | Szavazó országok | Szavazó országok | Szavazó országok | Szavazó országok | Szavazó országok | Szavazó országok | Szavazó országok | Szavazó országok | Szavazó országok | Szavazó országok |
| Szavazat | Össz | Hollandia        | San Marino       | Észak-Macedónia  | Málta            | Ukrajna          | Albánia          | Észtország       | Azerbajdzsán     | Portugália       | Németország      | Belgium          | Norvégia         | Izrael           | Lengyelország    | Görögország      | Moldova          | Bulgária         | Szerbia          | Izland           | Ciprus           | Lettország       | Spanyolország    | Svájc            | Dánia            | Franciaország    | Örményország     | Montenegró       | Románia          | Írország         | Szlovénia        | Grúzia           | Horvátország     | Litvánia         | Ausztria         | Finnország       | Svédország       | Ausztrália       | Csehország       | Olaszország      |
| -------- | ---- | ---------------- | ---------------- | ---------------- | ---------------- | ---------------- | ---------------- | ---------------- | ---------------- | ---------------- | ---------------- | ---------------- | ---------------- | ---------------- | ---------------- | ---------------- | ---------------- | ---------------- | ---------------- | ---------------- | ---------------- | ---------------- | ---------------- | ---------------- | ---------------- | ---------------- | ---------------- | ---------------- | ---------------- | ---------------- | ---------------- | ---------------- | ---------------- | ---------------- | ---------------- | ---------------- | ---------------- | ---------------- | ---------------- | ---------------- |
| Nézők    | 183  | 8                | 6                |                  | 12               | 7                | 4                | 5                | 8                | 6                | 6                | 3                | 6                | 10               | 3                | 5                | 3                | 3                |                  | 7                | 6                | 3                | 8                | 5                | 6                | 2                | 1                |                  | 3                | 6                |                  | 4                |                  | 4                | 8                | 4                | 6                | 7                | 2                | 6                |
| Zsűri    | 283  | 4                | 8                | 8                | 8                | 12               | 10               | 4                | 12               | 10               | 12               | 12               | 6                | 10               | 8                |                  | 10               | 10               | 1                | 7                | 3                | 8                | 3                | 6                | 6                | 12               |                  | 5                | 8                | 8                | 2                | 12               |                  | 10               | 12               | 10               | 8                |                  | 12               | 6                |